# Parageron incisus
Parageron incisus ist eine Fliege aus der Familie der Wollschweber (Bombyliidae).

## Merkmale
Die Fliegen erreichen eine Körperlänge von 8 bis 10 Millimetern. Der Kopf, das Mesonotum, die Hüften und die Pleuren sind hellgrau bestäubt. Am Mesonotum befindet sich mittig ein mattschwarzer Streifen sowie ein breiter gleich gefärbter Seitenstreifen. Die Hinterseite des Kopfes ist kissenartig erweitert. Die Facettenaugen sind am Hinterrand nicht eingebuchtet. Die Fühler lenken am Vorderrand des Kopfes knapp über der Mundöffnung ein, der leicht nach unten gerichtete Saugrüssel ist kürzer als der Körper. Die Flügel sind bis auf den leicht gelbbraun getönten Vorderrand durchsichtig. Die Schwingkölbchen (Halteren) sind gelblich gefärbt. Der Hinterleib ist samtschwarz gefärbt und lang, gelblich behaart. Der Hinterrand jedes Segments ist schmal messinggelb gerandet. 

## Vorkommen und Lebensweise
Die Art ist im Mittelmeerraum weit verbreitet. Man findet sie ab dem Frühling in Grassteppen und Garigue beim Blütenbesuch.  

## Belege